# Árpás
Árpás è un comune di 267 abitanti situato nella contea di Győr-Moson-Sopron, nell'Ungheria nordoccidentale.